# Empires (Alicja Szemplińska-dal)
Az Empires (magyarul: Birodalmak) Alicja Szemplińska lengyel énekesnő dala, mellyel Lengyelországot képviselte volna a 2020-as Eurovíziós Dalfesztiválon. A dal a 2020. február 23-án rendezett lengyel nemzeti döntőn, a Szansa na suckes-en nyerte el az indulás jogát.

## Eurovíziós Dalfesztivál
A dalt a február 23.-án megrendezett Szansa na suckes című tehetségkutató műsorban mutatták be először. Végül megnyerte a versenyt, így ez fogja képviselni Lengyelországot a 2020-as Eurovíziós Dalfesztiválon, Rotterdamban.
A dalt az Eurovíziós Dalfesztiválon az előzetes sorsolás alapján először a május 12-i második elődöntő első felében adták volna elő, azonban március 18-án az Európai Műsorsugárzók Uniója bejelentette, hogy 2020-ban nem tudják megrendezni a versenyt a COVID–19-koronavírus-világjárvány miatt.